# Fraccionamiento Praderas de la Venta
Fraccionamiento Praderas de la Venta är en ort i Mexiko.   Den ligger i kommunen Villagrán och delstaten Guanajuato, i den centrala delen av landet, 230 km nordväst om huvudstaden Mexico City. Fraccionamiento Praderas de la Venta ligger 1 734 meter över havet och antalet invånare är 1 420.
Terrängen runt Fraccionamiento Praderas de la Venta är en högslätt, och sluttar västerut. Runt Fraccionamiento Praderas de la Venta är det ganska tätbefolkat, med 222 invånare per kvadratkilometer. Närmaste större samhälle är Celaya, 19,2 km öster om Fraccionamiento Praderas de la Venta. Trakten runt Fraccionamiento Praderas de la Venta består till största delen av jordbruksmark.